# Quin Snyder
Quin Price Snyder (ur. 30 października 1966 w Mercer Island) – amerykański trener koszykarski, aktualnie główny trener zespołu Atlanta Hawks.
W 1985 wystąpił w meczu gwiazd amerykańskich szkół średnich - McDonald’s All-American.
26 lutego 2023 został trenerem zespołu Atlanta Hawks.

## Osiągnięcia
NCAA
- Finalista NCAA (1986)[3]
- 2-krotny Mistrz Konferencji Atlantic Coast (1986, 1988)[4]
- Zaliczony do I składu[4]:
  - turnieju ACC (1988)
  - Academic All-America (1989)

Trenerskie
- Mistrz:
  - Rosji jako asystent trenera (2013)
  - konferencji ACC NCAA jako asystent trenera (1999)
- Wicemistrz:
  - D-League (2008)[5]
  - NCAA jako asystent trenera (1994, 1999)[3]
- Trzecie miejsce podczas rozgrywek Euroligi jako asystent trenera (2013)
- Trener Roku D-League (2009)[5]
- Trener drużyny gwiazd podczas NBA D-League All-Star Game (2009)
- Asystent trenera kadry USA, podczas igrzysk panamerykańskich w 2003 roku (4. miejsce)[4]